# Næs Jernverk
Næs eller Nes Jernverk är ett före detta järnbruk i Holt härad, Tvedestrands kommun, södra Norge.
Järnbruket kalades 1574-1665 Barbu jernverk, 1665-1738 Båseland verk och därefter Næs Jernverk. 1797 köptes det av Jacob Aall och förblev sedan i släkten Aalls ägo. 1906 lades masugnsdriften ned och man satsade helt på degelstål.
1959 lades bruket ned.